# Abasto

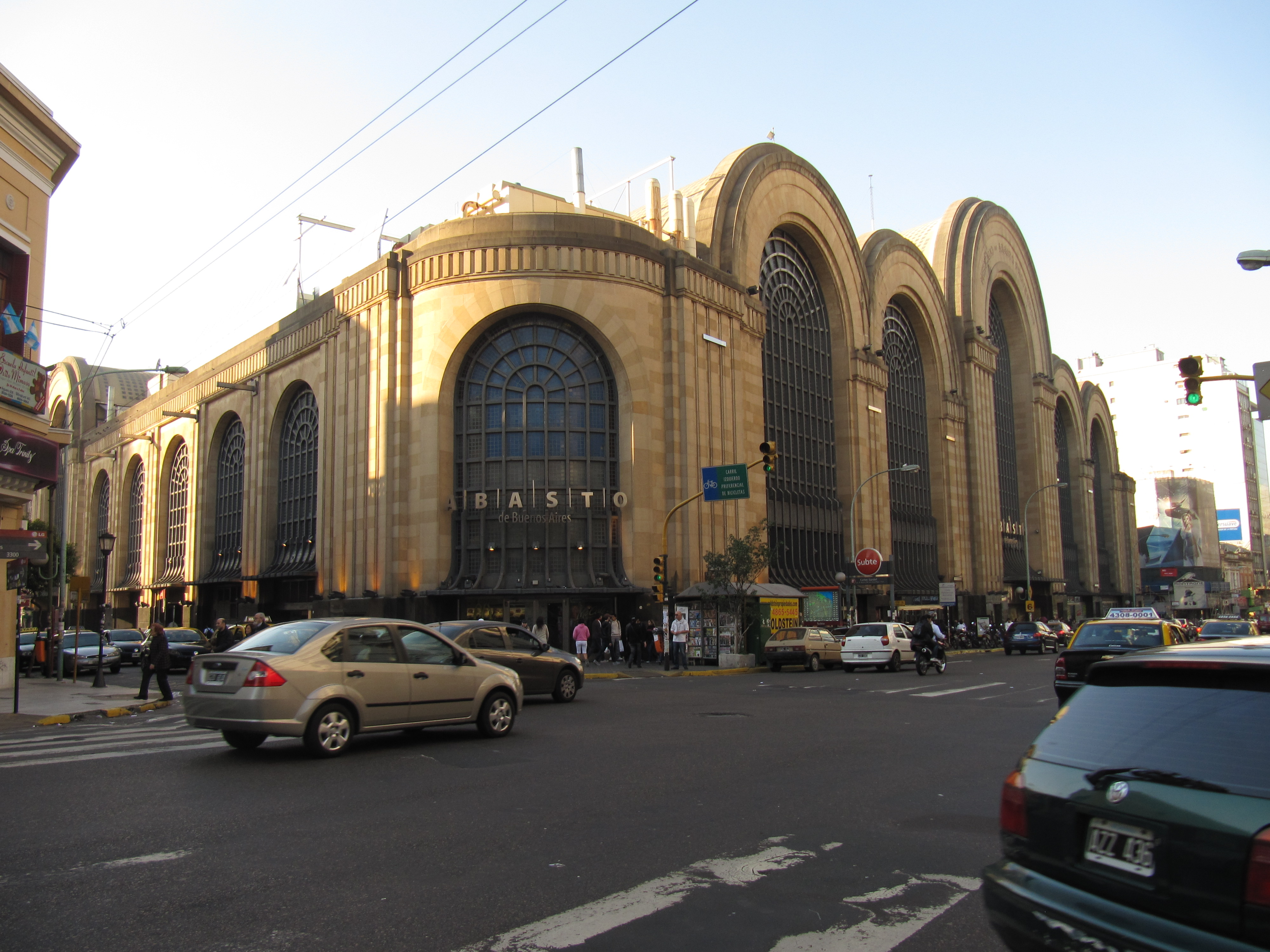

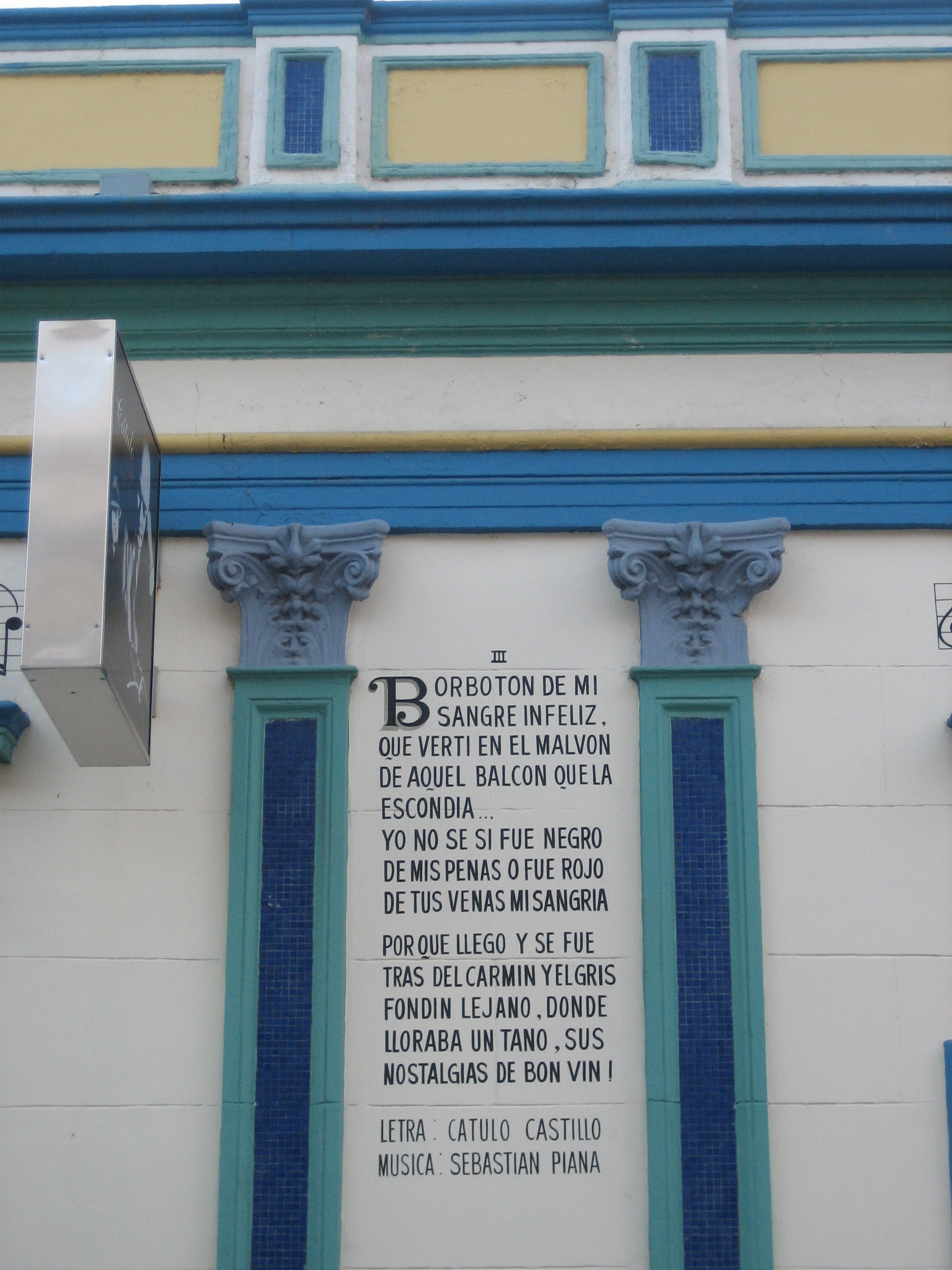
Maison dans le quartier d'Abasto, Balvanera, à Zelaya 3100

El Abasto (en français : « approvisionnement ») est une partie du quartier  de Balvanera à Buenos Aires en Argentine, dans lequel se trouvaient initialement les halles éponymes du Mercado de Abasto (« marché d'approvisionnement »), actives de 1893 à 1984, et transformées en centre commercial en 1999.  

## Culture
C'est le quartier dont Carlos Gardel tient le surnom El Morocho del Abasto (« le gars aux cheveux sombres de l'Abasto »).  